# Okręgowa Delegatura Rządu Wilno
Okręgowa Delegatura Rządu Wilno – okręgowe (wojewódzkie) przedstawicielstwo Delegatury Rządu na Kraj powstałe w marcu 1942 w Wilnie.
Okręgowy Delegat Rządu był przedstawicielem Rządu RP i sprawował naczelne kierownictwo całej okręgowej administracji rządowej z wyjątkiem wojskowej i spraw przewidzianych do bezpośredniej kompetencji władz centralnych.

## Konwent Stronnictw Politycznych
Sprawami cywilnymi w wileńskim ZWZ zajmowała się Okręgowa Rada Polityczna. Stanowiła ona organ doradczy komendanta Okręgu Wilno. Jesienią 1942 zmieniono jej nazwę i przeniesiono do Delegatury. Odtąd jej nazwa brzmiała: Konwent Stronnictw Politycznych. W jego skład stronnictwa delegowały swoich przedstawicieli. Byli to:
- dr Jerzy Dobrzański ps. „Irwid”, „Maciej”,  prof. Stefan Ehrenkreutz, Ludwik Krawiec ps. "Kazimierz" z PPS-WRN
- ks. Władysław Kisiel jako przedstawiciel Kurii Metropolitalnej
- mec. Stanisław Węsławski i mgr Witold Świerzewski ps. „Bartek” ze Stronnictwa Narodowego
- prof. Ludwik Chmaj ps. "Jaroński" i Henryk Jackiewicz ps. "Marian" ze Stronnictwa Ludowego
- Edmund Greczanik ps. "Ryś" i Piotr Gulewicz ps. "Witalis" ze Stronnictwa Demokratycznego
- Adam Galiński ps. "Adam", "Pan P" - obóz piłsudczyków
- Zygmunt Dziarmaga ps. "Józef" z Obozu Narodowo-Radykalnego

Posiedzenia konwentu odbywały się pod przewodnictwem Delegata Rządu. Uczestniczył w nich zwykle Komendant Okręgu lub jego zastępca. Konwent przetrwał do lipca 1944.

## Struktura organizacyjna i obsada personalna
- Delegat Rządu – Zygmunt Fedorowicz "Albin", "Pani Maria", "Józef"
- Biuro Delegata Rządu – Władysław Babicki "Jerzy"
- Inspektorat Samorządowy (Starostw)
- Wydział Bezpieczeństwa – Kazimierz Protassewicz "Sokół"
- Wydział Informacji i Prasy (WIP)
- Wydział Opieki Społecznej – Adam Galijski, ks. Aleksander Lachowicz
- Wydział Zdrowia – Feliks Kasperkowicz, Witold Brynk
- Wydział Oświaty
- Wydział Przemysłu i Handlu – Władysław Hajdukiewicz
- Wydział Rolnictwa – Ludwik Chomiński
- Wydział Sprawiedliwości – Władysław Dmochowski
- Wydział Finansowy – Wacław Maurycy Gajewski
- Kierownictwo Walki Cywilnej (do lipca 1943) – Adam Galiński
- Sąd Karny Specjalny – Jan Radwański
- Państwowy Korpus Bezpieczeństwa:
  - komendanci: asp. Aleksander Łygo "Mieczysław", "Zenon" (do połowy 1943), podinsp. Zygmunt Tomaszewski (od poł. 1943)